# Centro Universitário Leonardo da Vinci
O Centro Universitário Leonardo da Vinci (Uniasselvi) é uma instituição de ensino privada, do tipo centro universitário, com sede em Indaial, no norte do estado de Santa Catarina. Possui sete unidades (ou campi) de ensino presencial e mais de quinhentos polos de educação à distância no território brasileiro.
Oferta graduação e pós-graduação, além de ensino técnico.
É controlado pela empresa Vitru Educação.

## Histórico
A Uniasselvi foi concebida em março de 1996 pelo professor José Tafner; porém, foi fundada somente em 30 de maio de 1997 sob o nome Associação Educacional Leonardo da Vinci (Asselvi). Somente em 1 de julho de 1997 é que foi protocolado o pedido de funcionamento como instituição de ensino superior, bem como para criação de cursos, junto à Secretaria de Ensino Superior do Ministério da Educação (SESu/MEC).
Em 2 de fevereiro de 1998 o MEC deu pareceres técnicos de manifestação favorável à implantação dos cursos de administração e ciências contábeis. O início das aulas deu-se em 22 de fevereiro de 1999 com alguns cursos presenciais atendendo basicamente as cidades do Médio Vale do Itajaí.
Em 2001 a Asselvi foi transformada em Faculdades Integradas do Vale do Itajaí (Facivi). Dois anos depois abria a primeira unidade fora de Indaial, sendo a de Blumenau. Seguiu-se com a abertuda das unidades presenciais de Rio do Sul (2006), Marabá (2007), Brusque (2008), Timbó (2011) e Cuiabá e Rondonópolis (2017).
Em 2 de setembro de 2004 recebe credenciamento do MEC para tornar-se Centro Universitário Leonardo da Vinci (Uniasselvi). Na transformação em centro universitário, foi dividida em duas, com a porção administrativa e financeira permanecendo na Asselvi como instituição controladora e mantenedora, enquanto que as atividades de ensino foram para a Uniasselvi; em 2008 a Asselvi tomou o nome fantasia "Grupo Uniasselvi".  Em 24 de novembro de 2005 obteve também a autorização do MEC para ministrar cursos de educação à distância em todo o país.
Em 2013 o grupo empresarial Cogna Educação (até então Kroton) adquiriu o Grupo Uniasselvi. O Grupo Uniasselvi foi transformado em Vitru Educação em 2016 após a aquisição pela Carlyle e Vinci Partners. Desde 2018 seus maiores acionistas são a Carlyle, a Vinci Partners e a Neuberger Berman.

## Campipresenciais
Em 2022 possuía os seguintes campi (ou unidades) presenciais:
- Campus Sede Indaial - Núcleo de Educação à Distância (NEAD);
- Campus FMT Cuiabá - Faculdade de Mato Grosso;
- Campus IESC Cuiabá - Instituto de Ensino Superior de Cuiabá;
- Campus Itajaí - Faculdade Metropolitana de Itajaí;
- Campus Florianópolis - Faculdade Metropolitana de Florianópolis;
- Campus Palhoça - Faculdade Metropolitana de Palhoça;
- Campus São Gonçalo - Faculdade Leonardo da Vinci de São Gonçalo.

Outros campi presenciais anteriormente existentes foram fechados e transformados em polos de educação à distância, ou mesmo vendidos e filiaram-se a outras instituições.